# Rhoicissus dimidiata
Rhoicissus dimidiata là một loài thực vật hai lá mầm trong họ Nho. Loài này được (Thunb.) Gilg & M. Brandt miêu tả khoa học đầu tiên năm 1911.